# George Eustice
Charles George Eustice (né le 28 septembre 1971) est un homme politique du Parti conservateur britannique, ancien responsable des relations publiques, qui est député de Camborne et Redruth de 2010 à 2024.
En octobre 2013, dans le cadre du remaniement ministériel du Premier ministre David Cameron, il est nommé sous-secrétaire d'État au Parlement pour l'agriculture, l'alimentation et le milieu marin. Le 11 mai 2015, il est promu ministre d'État à l'Agriculture, aux Pêcheries et à l'Alimentation. Il démissionne de ses fonctions le 28 février 2019 mais est rappelé par le nouveau Premier ministre Boris Johnson le 25 juillet 2019.

## Jeunesse et carrière
Il est né le 28 septembre 1971 à Penzance. Il est le fils d'Adele Olds et Paul Eustice. Il grandit à la ferme fruitière de Trevaskis, près de Hayle,. Il fait ses études privées à la Truro Cathedral School puis à la Truro School, puis au Cornwall College de Pool. Il est membre du Cornwall Athletic Club basé à Carn Brea, Camborne et court pour l'équipe de ski de fond de Cornouailles. Après avoir terminé ses études, il travaille dans l'entreprise familiale pendant neuf ans.

## Début de carrière politique
Aux élections au Parlement européen de 1999 il se présente sans succès sous les couleurs de l'UKIP dans le sud-ouest de l'Angleterre.
En 2000, il est nommé directeur de campagne du groupe de campagne "No" afin de garantir que le Royaume-Uni n'adopte pas l'euro comme monnaie nationale.
Il devient l'attaché de presse du chef du Parti conservateur Michael Howard lors des élections générales de 2005. Après les élections, il fait partie de l'équipe de campagne pour le leadership de David Cameron et, entre 2005 et 2008, est l'attaché de presse de David Cameron durant son mandat de Chef de l'opposition. En quittant le cabinet de Cameron, George Eustice travaille pour Portland Communications, une société de relations publiques.
Le 6 septembre 2008, il est sélectionné comme candidat officiel du Parti conservateur de la circonscription de Camborne & Redruth par la Camborne & Redruth Conservative Association.

## Carrière parlementaire
Il est élu député de Camborne & Redruth le jeudi 6 mai 2010 avec une majorité de 66 voix face à la députée libérale démocrate Julia Goldsworthy. Il prononce son premier discours à la Chambre des communes le 24 juin 2010 en rendant hommage à son prédécesseur et à sa circonscription: "C’est un honneur spécial pour moi de représenter ma ville natale. J'ai été élevé entre Camborne et Hayle, à Cornwall, et ma famille vit et travaille dans la région depuis plus de 400 ans. Quand on a des racines aussi profondes dans une circonscription, on sent une responsabilité particulière pour son avenir à long terme. " Dans le même discours, il a déclaré: "Ma priorité numéro un pour la région sera la régénération économique".
Il joue un rôle de premier plan dans la campagne réussie « Non au référendum audiovisuel » de 2011, et est sollicité à la suite de son travail pour Business for Sterling et du «No» Group, qui mène campagne contre l’adoption de l’euro en tant que monnaie britannique.
En septembre 2011, il fait valoir que le patrimoine de Cornouailles devrait être administré par une organisation cornique plutôt que par English Heritage.
En septembre 2011, Eustice, avec deux autres députés conservateurs, Andrea Leadsom et Chris Heaton-Harris, lance le groupe Fresh Start pour examiner les options pour une nouvelle relation Royaume-Uni-UE. Le 10 juin 2012, il écrivit un article dans The Guardian dans lequel il plaide pour que le Royaume-Uni reste au sein de l'UE mais cherche à obtenir des réformes de l'intérieur. Le 10 juillet 2012, le groupe Fresh Start publie un document de recherche qui, selon le Financial Times, appelle à « réduire la taille globale du budget de l'UE, à remanier la Politique agricole commune à laquelle le Royaume-Uni verse environ 1 milliard £ fonds ».
Le 17 mai 2012, Eustice est élu au sein du groupe influent des députés conservateurs du Comité 1922 dans le cadre du « groupe 301 » des nouveaux députés.
Il appuie la réglementation statutaire de la presse indépendante découlant des propositions de Leveson du 21 juin 2012, et présente un mémoire à l'enquête de Leveson et écrit un article dans The Guardian invitant les journalistes et les hommes politiques à soutenir une Charte royale.
En avril 2013, Downing Street annonce la nomination de George Eustice au « Conseil de stratégie » du Premier ministre, chargé de conseiller David Cameron sur les questions relatives à l'énergie et à l'environnement. Eustice est nommé pour travailler sur les politiques conservatrices plutôt que sur celles de la coalition, aux côtés d'autres députés influents tels que Jo Johnson, Jesse Norman et l'ancien ministre, Peter Lilley.
Le 7 octobre 2013, il est nommé sous-secrétaire d'État au ministère de l'Environnement, de l'Alimentation et des Affaires rurales chargé de l'agriculture et de l'alimentation, de la marine et des pêches ainsi que de la santé animale. Le 11 mai 2015, il a été promu ministre d'État à l'Agriculture, aux Pêcheries et à l'Alimentation.
En août 2016, il est l'un des deux ministres de l'Environnement conservateurs à être accusés par des militants écologistes d'avoir un conflit d'intérêts car il bénéficie d'importantes subventions agricoles européennes, tout en participant activement à l'élaboration des plans de remplacement du système agricole de l'UE.
Il est réélu aux élections générales de 2015 et 2017.
Le 28 février 2019, George Eustice démissionne de son poste de ministre d'État à l'Agriculture, aux Pêcheries et à l'Alimentation en signe de protestation contre la promesse de la première ministre Theresa May d'autoriser les députés à voter sur le report du Brexit si son accord n'aboutissait pas.

## Vie privée
Eustice est mariée à Katy Taylor-Richards depuis le 20 mai 2013 et leur cérémonie a lieu dans la chapelle Sainte-Marie Undercroft au palais de Westminster.